# Huisridderorde van de Heilige Georg
De Huisridderorde van de Heilige Georg (Duits: Haus-Ritterorden vom Heiligen Georg) is een Beierse ridderorde die door de Beierse keurvorst Karel Albrecht uit het huis Wittelsbach werd ingesteld ter ere van de "Heilige Ridder en martelaar George (Sint-Joris) en de onbevlekte ontvangenis van de maagd Maria". De orde is een van de historische Orden van Beieren maar bestaat ook heden ten dage nog.
De orde werd met verschillende namen aangeduid. Ook "Militaire Huisridderorde van de Heilige Georg", (Duits: Militärischer Hausritterorden vom Heiligen Georg) komt voor.
In de middeleeuwen waren er meerdere ridderlijke orden die naar de drakendoder Sint-Joris, patroonheilige van de ridders, waren genoemd. In 1494 vernieuwde de Rooms-Duitse koning Maximiliaan een oude Orde van Sint-Joris. De orde geraakte al snel weer in vergetelheid. Op 24 april 1729 herstelde keurvorst Karel Albrecht, de latere keizer Karel VII Albrecht de orde. Paus Benedictus XIII (1724-1730) bevestigde het bestaan van de orde, zodat deze in het vervolg ook onder het canonieke recht viel. Daarbij ontving de Huisridderorde van de Heilige Georg alle privileges van de oude Duitse Orde. In de statuten werd de "verdediging van het christelijk-katholieke geloof" nadrukkelijk genoemd. De ridders werden ook gehouden om een gelofte dat zij de doctrine van de onbevlekte ontvangenis van Maria zouden verdedigen.
De orde had militaire aspiraties en heeft zich zelfs met de tegen de Turken en de mohammedaanse piraten strijdende verbroederd. Voor dit doel was een deputatie van de Huisridderorde van de Heilige Georg naar Malta afgereisd. Van werkelijke militaire activiteiten is nooit iets terechtgekomen al deed de orde zich strijdvaardig voor. De expectanten reden in harnas en te paard naar de kerkdienst waar zij beëdigd werden. Zij kregen daar een schild en een zwaard.
Van de hoge dotaties die met name de hoogste rangen van de orde ieder jaar zouden ontvangen kwam al evenmin veel. De orde werd, anders dan de bedoeling was, nooit met commenden, landgoederen en ander vermogen bedacht. Totdat keurvorst Karel Theodoor van Beieren in 1800 ingreep in de financiën van de orde waren er voornamelijk schulden. Er was onvoldoende geld in kas om de benodigde ketens voor nieuwe leden te laten smeden. Bestaande ketens werden daarom aan het einde van de 18e eeuw in strijd met de statuten ingekort. Van de zo verzamelde schakels werden nieuwe, incomplete en te korte, ketens samengesteld.
Pas in de loop van de 19e eeuw kwamen de financiën, dankzij de vrijgevigheid van de koning en royale giften van de leden, weer in rustig vaarwater. De orde liet twee ziekenhuizen bouwen en bezat in de Eerste Wereldoorlog een eigen lazaret voor oorlogsgewonden.
In Duitsland hadden de voor edellieden gereserveerde Orde van Sint-George en de Orde van de Heilige Michaël een nauwe relatie met hun voor iedereen toegankelijke evenknie; in dit geval de Aartsbroederschap van Sint-George. De broederschap bloeide in de middeleeuwen en bestond tot aan het einde van de 19e eeuw.
In 1741 werd de Geestelijke Klasse ingesteld. Ordebisschop (Duits: "Ordensbisschof") en proost (Duits: "Probst") werden grootcommandeurs, twee decanen werden commandeur en twee kapelaans werden ridder. De geestelijken moesten dezelfde oude adeldom bezitten als de leken. In de loop der jaren werd de Geestelijke Klasse nog uitgebreid, in 1758 kwamen er twee decanen bij.
Toen het Beierse heerserhuis der Wittelsbach in 1778 uitstierf nam Karel Theodoor, het hoofd van de Paltsische tak van de Wittelsbachers, het grootmeesterschap van de Huisridderorde van de Heilige Georg over. Tussen 1780 en 1793 bezat de orde in de persoon van Joseph Ferdinand Guidobald von Spaur een eigen bisschop.
De orde was in 1788 een uitgebreide organisatie. De kalender van de orde vermeldt Maximilian Procopius v. Törring Jettenbach, Vorst-Bisschop van Regensburg als tweede bisschop. Dan was er een grootkanselier, schatmeester, ceremoniemeester, vier dechanten, twee cappelani, secretaris en (niet adellijk) adjunct-secretaris, Ordenszahlmeister en adjunct ordenszahlmeiser, ober- en unter-garderoberer, ordenskanzelist en ordensjubelier (sic).
Maximiliaan I Jozef verhief na zijn troonsbestijging in Beieren de Huisridderorde van de Heilige Georg tot de "tweede orde van Beieren" na de Sint-Hubertus-Orde.
Koning Lodewijk I van Beieren gaf de orde op 27 februari 1827 uitgebreide statuten. Onder koning Lodewijk II werd de orde gereorganiseerd. De vroegere hoforde kreeg nu een liefdadig karakter. De "verdediging van het christelijk-katholieke geloof" werd niet langer als doelstelling genoemd.
De Orde werd nadat de keurvorst van de Palts het hertogdom Beieren had geërfd de tweede orde van dit keurvorstendom en werd ook in het koninkrijk Beieren de tweede Orde na de veel oudere Paltsische Orde van Sint Hubertus.
De Orde kreeg in 1827 nieuwe statuten en bleef in de gehele 19e eeuw een grote rol aan het Beierse hof spelen. Vooral koning Lodewijk II van Beieren was verzot op de plechtige ceremoniën en de versierselen van deze orde. De vorst liet zich ook in de kostbare en flamboyante ordekleding van de orde fotograferen en portretteren.
De orde was, net als de Orde van Malta, verdeeld in „Zungen“ of tongen. In dit geval de Zunge van de Duitstaligen en de Zunge van de vreemdelingen. Aan het hoofd van de orde staat de grootmeester (vroeger de keurvorst of Beierse koning), bijgestaan door de eerste grootprior (vroeger de Beierse erfkeurvorst of kroonprins), de tweede grootprior (vroeger de tweede prins in lijn van successie voor de kroon) en een Ordekanselier.
De leken-leden bekleden een van de vijf graden of rangen.
- Kapittelgrootcommandeur (Duits: "Kapitulargroßkomture" of "Großkreuzherren"[5])
- Honorair grootcommandeur (Duits: "Großkomture ad honores")
- Kapittelcommandeur (Duits: "Kapitularkomture")
- Honorair commandeur (Duits: "Komture ad honores" of "Ritter des Mittleren Kreuzes"[5])
- Ridder (Duits: "Ritter").

De koning benoemde drie grootcommandeurs, die grootcommandeur van Magistrale Gratie, of in het Duits "Großkomture de grâce" worden genoemd. Drie van de leden werden grootcommandeur van Justitie, die "Großkomtur de Justice" worden genoemd.
Iedere aspirant-ridder moest een adelsproef afleggen. Hij moest 25 jaar oud zijn en een kwartierstaat met acht adellijke overgrootouders en acht adellijke overgrootmoeders overleggen.
In de "geistliche rittergebürtige Klasse" werden geestelijken opgenomen. Ook zij moesten van adellijke afkomst zijn.
De Orde is nu een van de huisorden van het Huis Wittelsbach. De status als huisorde en lichaam onder canoniek recht maakte dat de Beierse of Duitse staat de orde niet heeft kunnen opheffen of seculariseren. De leden voeren, tenzij zij van hoge adel zijn en "Hoogheid" mogen worden genoemd, de titel Excellentie. Het in Beieren nog steeds prominent aanwezige voormalige Koninklijk Huis der Wittelsbacher gebruikt de orde om ook na de val van de monarchie de binding met de Beierse adel te handhaven.

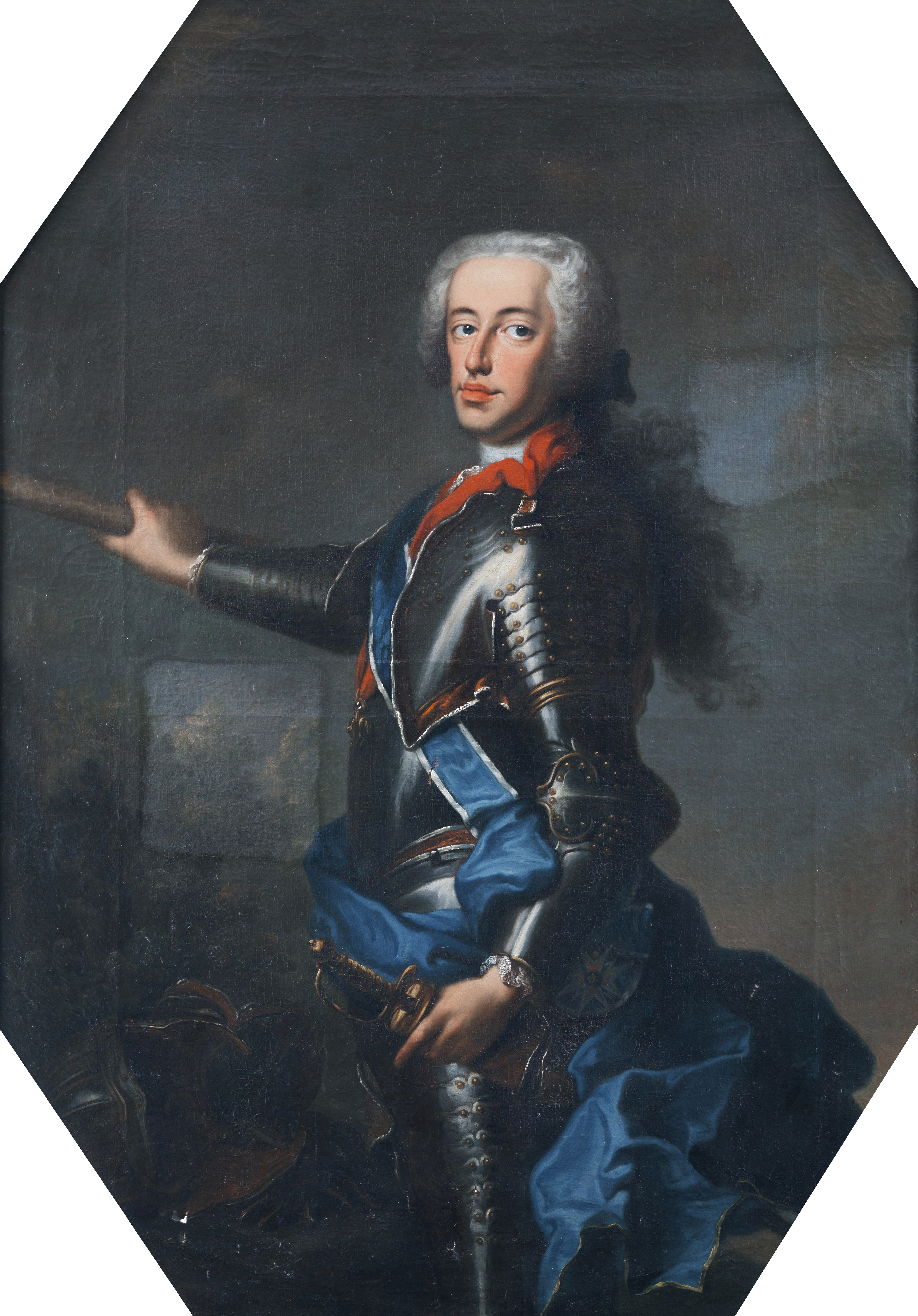
De stichter met het lint van de orde

## Versierselen

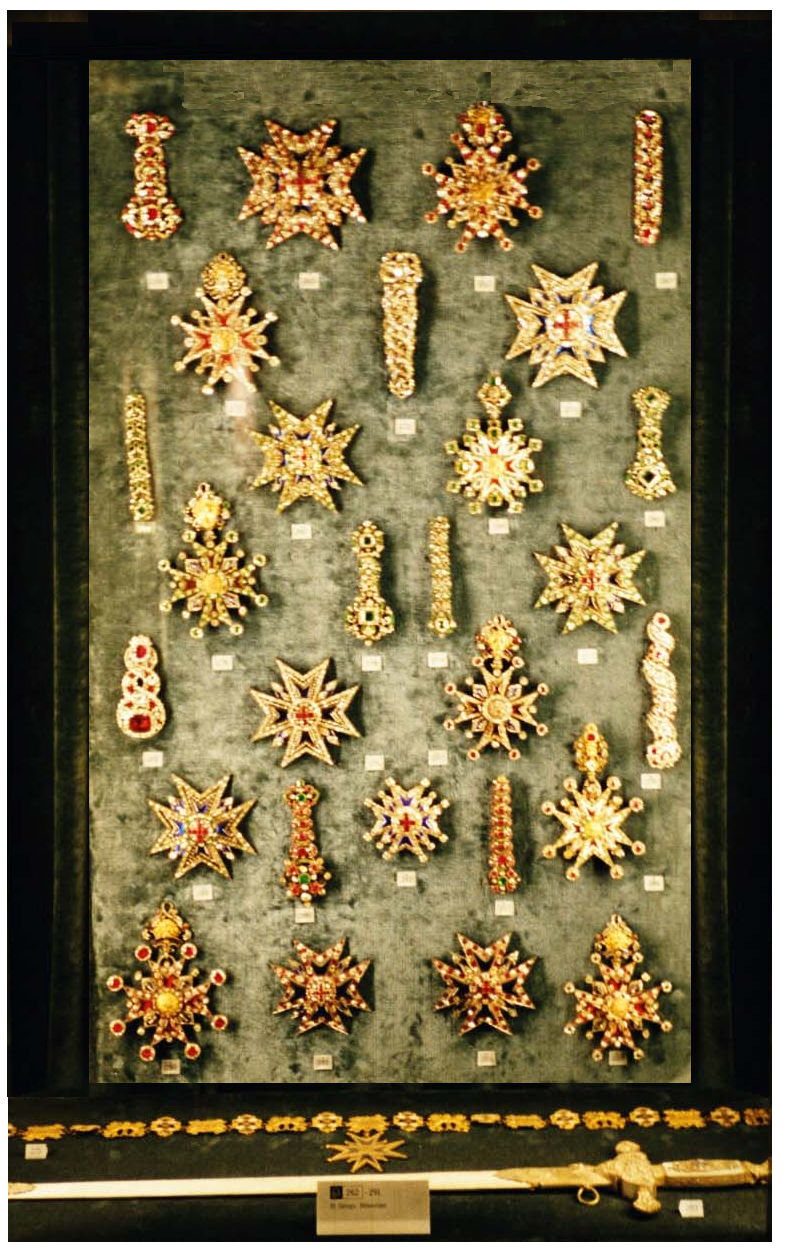
Met edelstenen versierde kruisen en sterren

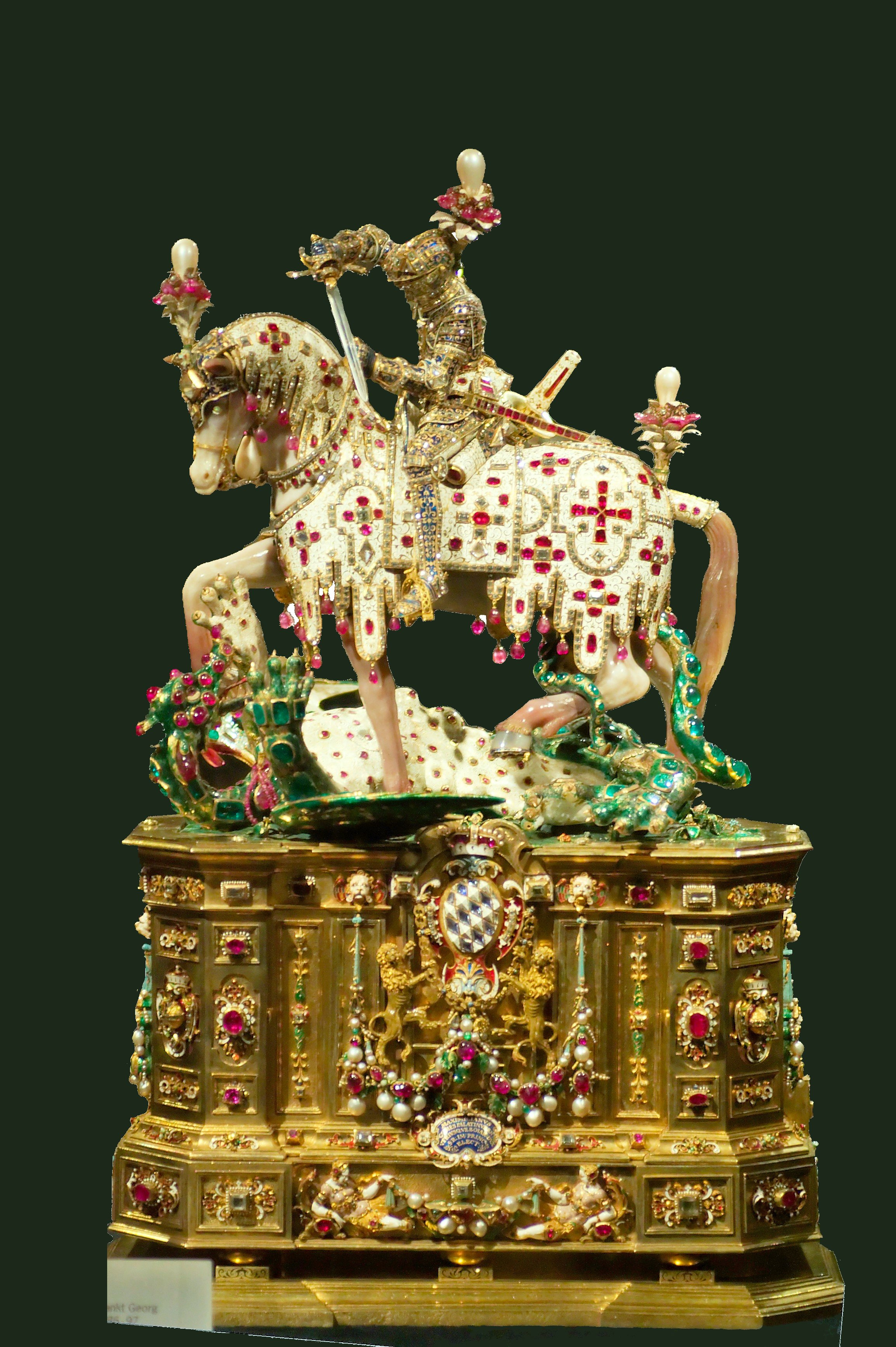
Dit met edelstenen versierde gouden paardje werd tijdens de ceremoniën van de orde op het altaar geplaatst.

Het kleinood of juweel van de orde is een kruis. Het achtpuntige op de voorzijde wit en blauw geëmailleerde kruis draagt kleine gouden kogels op de punten en op het centrale medaillon is de Maagd Maria op een maansikkel tegen een blauwe achtergrond afgebeeld. In de armen van het kruis zijn vier ruiten met de letters "V. I. B. I." („virgini immaculatae Bavaria immaculata“) aangebracht.
Op de keerzijde draagt het medaillon binnen een groene lauwerkrans een afbeelding van Sint-Joris die te paard met een draak strijdt. De vier ruiten dragen de letters "I. V. P. F." („justus ut palma fiorebit“). Op de keerzijde is in plaats van blauw een rode email gebruikt.
Als verhoging werden boven de kruisen min of meer uitgebreide leeuwenkoppen en barokke motieven bevestigd. De gouden leeuwenkoppen dragen een beugel in de bek waaraan een kunstig gesmede gouden beugel is vastgemaakt.
Het grootkruis meet 95 bij 65 millimeter.
De kostbare gouden keten bestaat uit drie typen, elkaar afwisselende, schakels. De leeuwenschakels kregen de vorm van twee klauwende gouden leeuwen aan weerszijden van een witte zuil met gouden basis en kapiteel en daarop een gouden rijksappel.De ene leeuw houdt een gouden fakkel vast. De andere is bewapend met een gouden zwaard met blauw gevest.
De ruitenschakels bestaan uit blauwe en witte ruiten, als in het Beierse wapen, binnen een sierlijke gouden omlijsting.
De schakels met het motto zijn met rode vlammen en houden kronen versierd.
De gouden ster van de orde is eigenlijk een op de borst gedragen achtpuntig kruis. De vier armen zijn blauw met een brede wit geëmailleerde rand. In het centrale witte of zilverkleurige medaillon is een rood kruis van Sint-Joris afgebeeld. In de armen zijn vier ruitvormige plaatjes, ieder verdeeld in vier blauw met witte ruiten als in het Beierse wapen, gelegd. De ster van de grootkruisen in 70 millimeter hoog en even breed. De ster van de commandeurs meet 50 bij 50 millimeter. De ster van de ridders meet 45 bij 45 millimeter.
Het lint van de orde is hemelsblauw met een wit en donkerblauwe streep langs de rand. Het grootlint wordt door de grootcommandeurs over de rechterschouder gedragen. Zij dragen de ster op de linkerborst.
De commandeurs dragen hun kruis aan het lint om de hals en de ster op de linkerborst.
De ridders dragen het kruis aan een kort lint op de linkerborst.
Op de twee feestdagen van de orde, de 24e april en de 8e december, droegen de leden van de orde hun barokke blauw met witte ordekleding en het kruis aan een gouden keten om de hals. Deze mantel was van lichtblauw fluweel en afgezet en gevoerd met hermelijn en witte zijde. De ridders droegen een witte broek, sokken en schoenen met rozetten.
Tegenwoordig (2013) dragen de grootcommandeurs een eenvoudiger blauwe mantel met keten en geborduurde ster of chaton op de schouder.
In het verleden lieten veel ridders hun sterren en kruisen met edelstenen versieren. Daarvoor werden vaak (blauwe) saffieren, diamanten en (rode) robijnen of spinellen gebruikt.

### De paramenten en liturgische voorwerpen
De Beierse keurvorsten bezaten een grote en zeer rijke verzameling voorwerpen en kledingstukken die bij de eredienst werden gebruikt. Voor de godsdienstige oefeningen van de Beierse orden was er een verzameling toepasselijk vormgegeven paramenten (liturgische kleding) en toebehoor voor het altaar. Veel van deze schatten zijn in de schatkamer van de Residenz in München bewaard gebleven. Een topstuk is een gouden, gedeeltelijk geëmailleerd beeld van Sint-Joris die een draak verslaat. Het beeld is met diamanten, robijnen en paarlen bezet. De draak is in smaragden uitgevoerd. Tijdens de regering van Ludwig II stond het kostbare beeld tijdens het jaarlijkse banket van de orde als pièce de milieu op de koninklijke tafel. Op afbeeldingen is te zien dat tijdens de godsdienstoefening een ander beeld van Sint-Joris en de draak werd gebruikt.

### Versierselen van de beambten van de orden
De officieren of beambten van de Huisridderorde van de Heilige Georg droegen, zoals in Beieren ook bij de Orde van Sint-Hubertus voorkomt, een bijzonder insigne. Dit kruis is ontleend aan dat van de orde. Bij de in toepasselijk blauw laken met zilveren borduursel geklede beambten zijn de horizontale armen op de voor- en keerzijde wit geëmailleerd en versierd met ieder drie blauwe ruiten. De verticale armen zijn zwart met ieder een gouden leeuw.
Het medaillon draagt op de voorzijde een rood leopoldskruis. Op de keerzijde is het gouden medaillon binnen een groene lauwerkrans gezet en versierd met een afbeelding van Sint-Joris die te paard met een draak strijdt.
Het kruis van de beambten werd als teken van hun ambt aan het lint van de orde gedragen.

## De adel van de ridders van de Heilige Georg
De adelsproef die de aspirant-leden moesten doorstaan was zelfs voor 18e-eeuwse begrippen bijzonder streng.
Het kapittel eiste een kwartierstaat met daarop de namen van tweemaal 34 adellijke Duitse voorouders. Dat betekende dat tot vijf generaties terug alle ouders en grootouders van Duitse adel moesten zijn geweest. Voor de vreemde tong gold het beding dat zij beslist "Duits" moesten zijn geweest niet.
In 1871 werden de statuten door Lodewijk II iets gewijzigd, nu werd van de vier grootouders geëist dat zij uit geslachten stamden die al vierhonderd jaar tot de adel behoorden. Van de 32 groot-groot-grootouders moest de adel worden aangetoond. Deze regel is nog steeds van kracht. De orde is daarmee praktisch gesloten voor de briefadel.
De statuten werden pas op 11 december 1999 weer gewijzigd. Op 11 januari 2000 keurde de grootmeester Frans Bonaventura van Beieren goed dat de geestelijke afdeling van de orde, met als leden katholieke geestelijken die aan de strenge adelsproef voldeden, werd opgeheven. De geestelijken werden nu "gewone" leden. Leden moeten 21 jaar oud zijn en zij worden door een raad van de ridders geballoteerd.
De "zungen" vervielen zodat er geen plaats meer is voor vreemde ridders die geen aanspraak op 32 Duitse adellijke voorouders konden maken.
De Huisridderorde van de Heilige Georg is uniek in het handhaven van het gesloten adellijke karakter. Andere prominente adellijke orden zoals de Orde van Malta hebben hun rangen geopend voor vooraanstaande burgers of edellieden die onvoldoende kwartieren bezitten. Deze worden daar als ridder van Magistrale Gratie opgenomen.
De heraldische gebruiken van de orde zijn als die van andere orden. De leden hangen hun keten of kruis als pronkstuk rond hun wapenschild.

## Benoemingen in het verleden

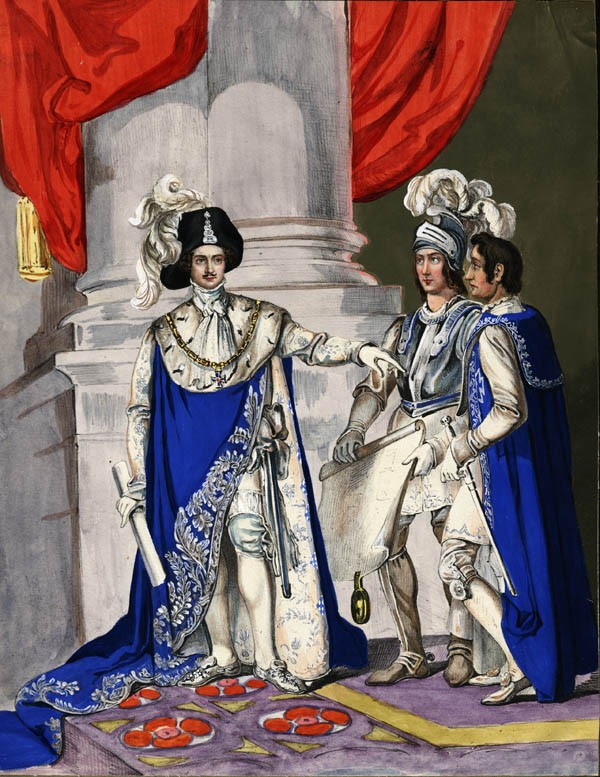
Prins Carl von Bayern (1795-1875) als grootprior met een kandidaat lid. De geharnaste figuur benadrukt het militaire karakter van de orde. De afbeelding is niet erg nauwkeurig

De orde is altijd spaarzaam uitgereikt en geldt daarom als zeer exclusief. De leden van de orde mochten volgens de statuten geen andere orden aannemen. Dit exclusiviteitsbeding gold niet voor de Grootmeester en de Grootpriores.

### Benoemingen tussen 1806 en 1918
| Graad                  | Aantal |
| ---------------------- | ------ |
| Grootprior             | 14     |
| Grootcommandeur        | 92     |
| Commandeur             | 82     |
| Ridder                 | 288    |
| Medaille van St. Georg | 75     |

### Benoemingen tussen 1918 en 1986
In de nazi-dictatuur mochten de Duitse vorsten hun huisorden niet aan Duitse burgers verlenen. De nazi's hadden ook een grote afkeer van de Wittelsbachers. Na 1945 namen de Wittelsbachers hun voorname positie in Beieren weer in.
| Graad           | Aantal |
| --------------- | ------ |
| Grootprior      | 7      |
| Grootcommandeur | 59     |
| Commandeur      | 76     |
| Ridder          | 145    |

## De rol van de huidige orde
De leden van de orde behoorden ook aan het einde van de 20e eeuw nog tot de hoge katholieke adel. Onder hen vindt men prinsen uit het Huis Wittelsbach en een aantal geprofeste leken die de titel "fra" voeren. De meeste leden behoren tot de hoge katholieke Beierse adel. De orde die tot voor kort een ziekenhuis met 100 bedden beheerde houdt zich, getrouw aan de statuten van 1827, bezig met charitas.

### Prins-grootmeester
- Frans Bonaventura Adelbert Maria van Beieren

### Grootpriors
- Prins Maximilian Emanuel van Beieren
- Prins Luitpold van Beieren
- Prins Fra Franz Jozef van Beieren
- Graaf Fra Gregor Henckel-Donnersmarck
- Graaf Fra Leberecht von der Asseburg
- Graaf Fra Alexander Matuschka-Greiffenclau

### Ridders-grootkruis
- Hertog Karl von Württemberg
- Prins Georg von Waldburg zu Zeil und Trauchburg
- Graaf Alois von Waldburg-Zeil und Trauchburg
- Prins Alois Kostantin zu Löwenstein-Wertheim-Rosenberg
- Prins Georg zu Fürstenberg
- Graaf Ferdinand-Joseph von Galen
- Graaf Constantin von Brandenstein-Zeppelin
- Graaf Peter von Frankenberg und Ludwigsdorf
- Graaf Peter Wolff-Metternich zur Gracht
- Graaf Fra Georg von Holnstein
- Prins Rudolf von Cröy
- Graaf Alexander von Quadt-Wykart-Isny
- Graaf Fra Georg von Tattenbach
- Baron Fra Eberhard von Gemmingen
- Prins Erich von Lobkowitz
- Graaf Mainhardt von Nayhauß
- Baron Fra Josef Raitz von Frentz
- Baron Fra Ulrich von Freyberg
- Graaf Albrecht von Rechberg
- Baron Franz von Mentzingen

### Commandeurs
- Z.E. Graaf Albrecht von Brandenstein-Zeppelin
- Z.E. Baron Gregor Raitz von Frentz
- Z.E. Graaf Conrad Uexküll-Gyllenbad
- Z.E. Graaf Fra Detlev Uexküll-Gyllenband
- Z.E. Fra Christoph Bock von Wülfingen
- Z.E. Fra Hermann von der Borch

### Ridders
- Prins Philipp zu Hohenlohe-Langenburg
- Prins Costantin zu Hohenlohe-Schillingsfürst
- Prins Albrecht zu Castell-Castell
- Hertog Viktor Hohenlohe von Ratibor
- Hertog Johann Engelbert d'Arenberg
- Graaf Hans von Merveldt
- Graaf Philipp von und zu Lerchenfeld
- Baron Clemens von Boeselager
- Baron Sebastian von Rotenhan
- Heer Hieronymus von Rotenhan
- Baron Georg von Waldenfels
- Prins Leopold van Beieren
- Prins Georg zu Sayn-Wittgenstein-Hohenstein
- Graaf Franz Ludwig Schenk von Stauffenberg
- Baron Siegmund von Bibra
- Heer Dietrich von Gumppenberg

## Galerij

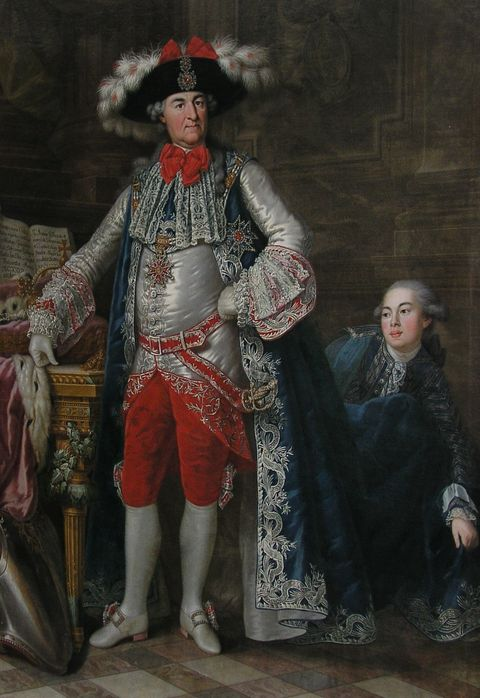
Een portret van de keurvorst van Beieren in de kleding van de Huisridderorde van de Heilige Georg
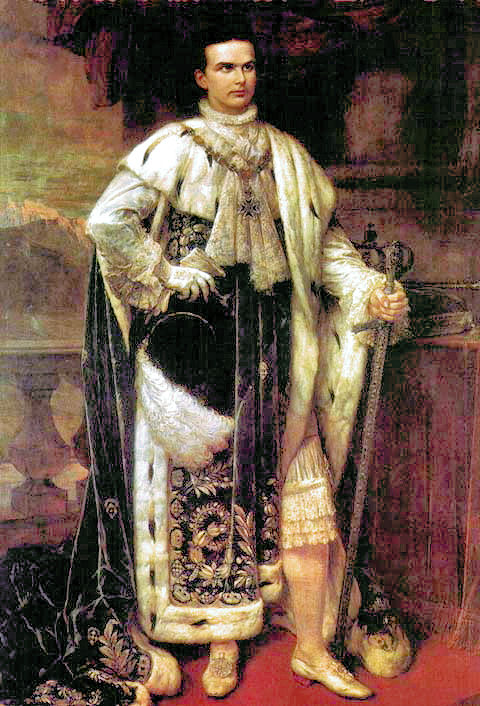
Lodewijk II in de ordekleding
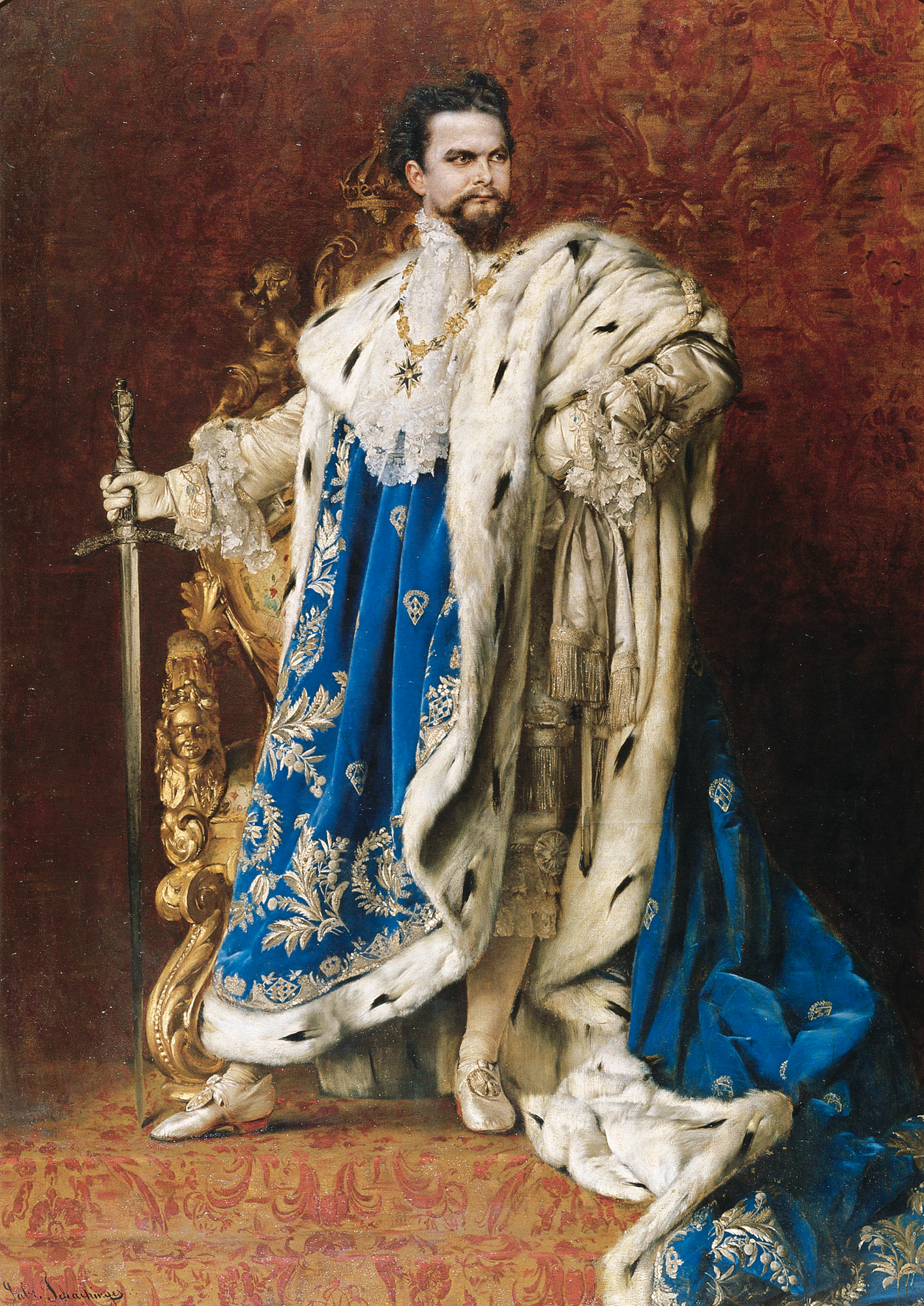
Lodewijk II in de ordekleding
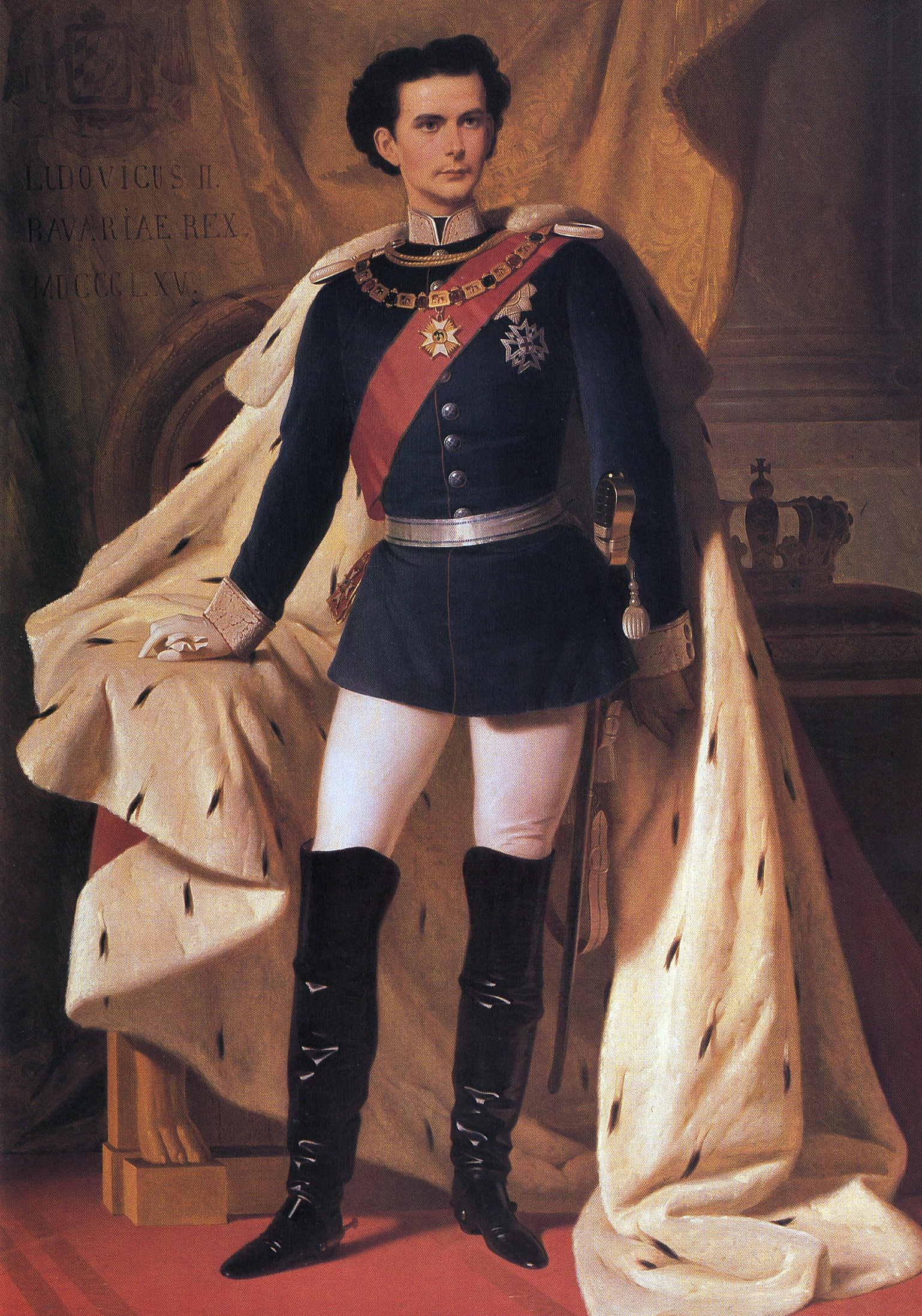
Lodewijk II droeg vaak de ster van de Huisridderorde van de Heilige Georg
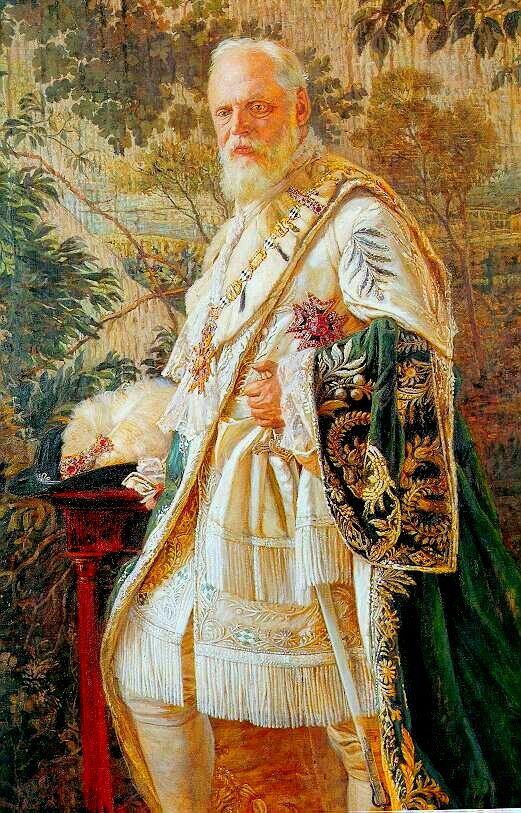
Lodewijk III van Beieren als Grootmeester
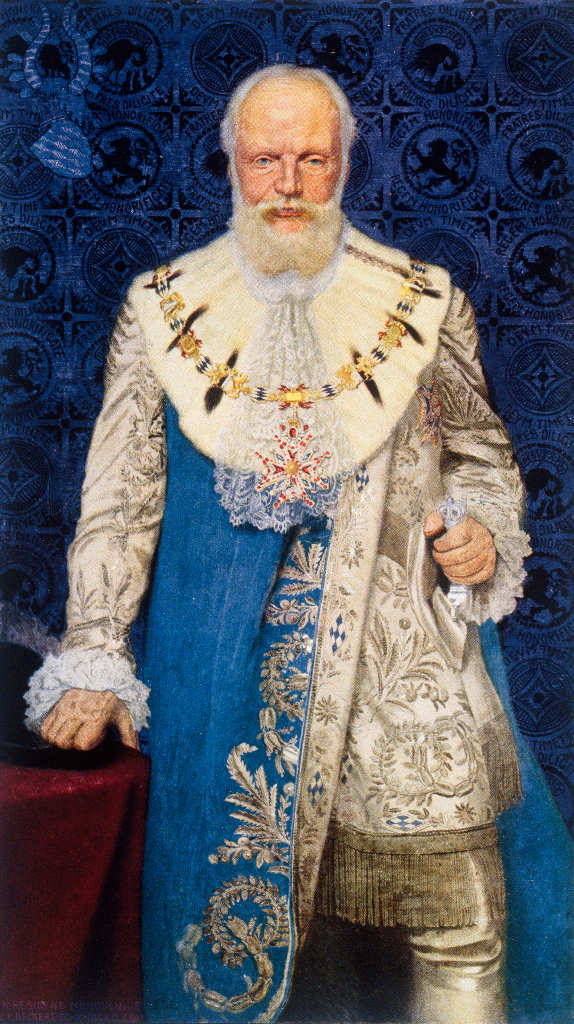
Lodewijk III van Beieren als Grootmeester
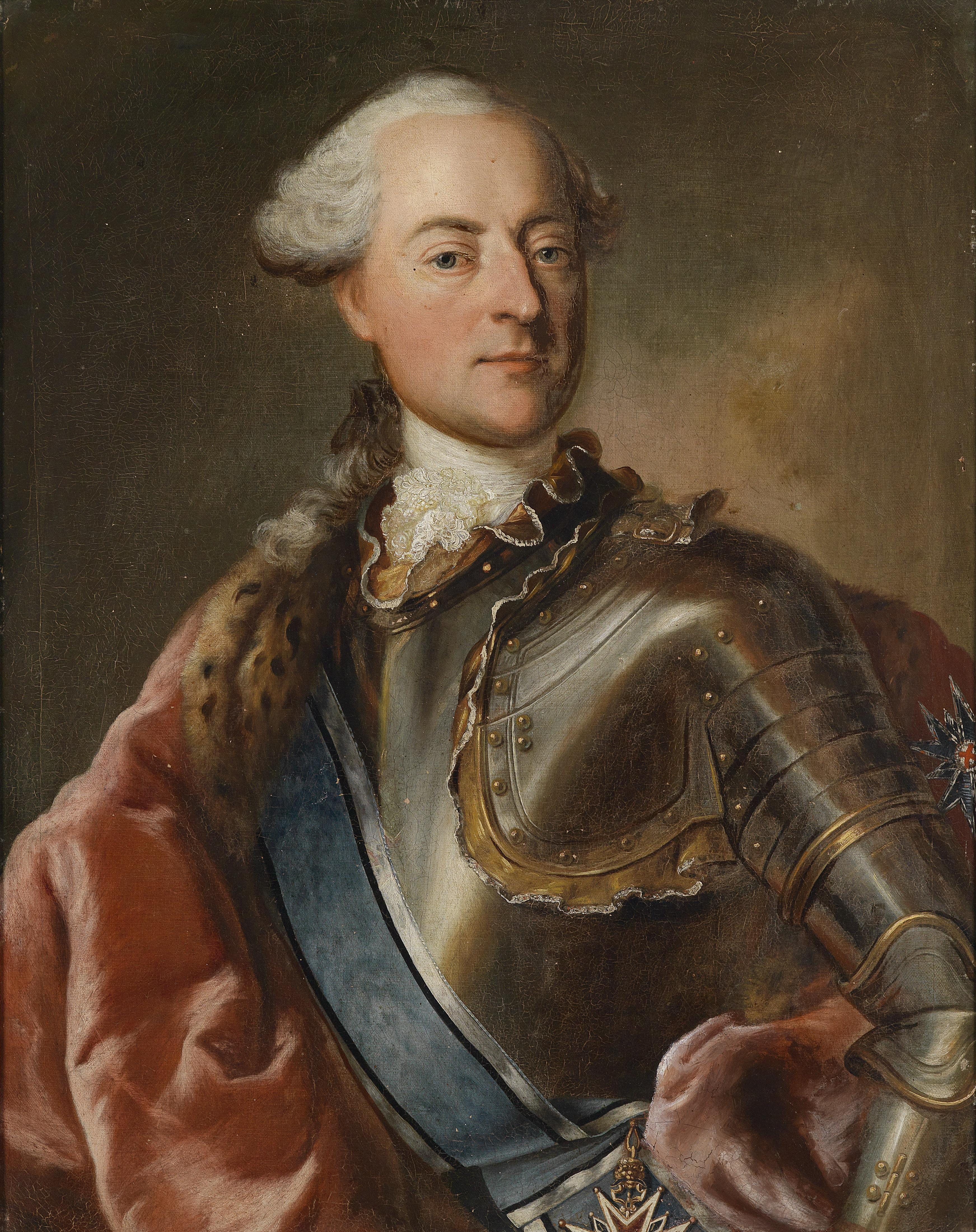
Graaf von Hegnenberg-Dux met het grootlint
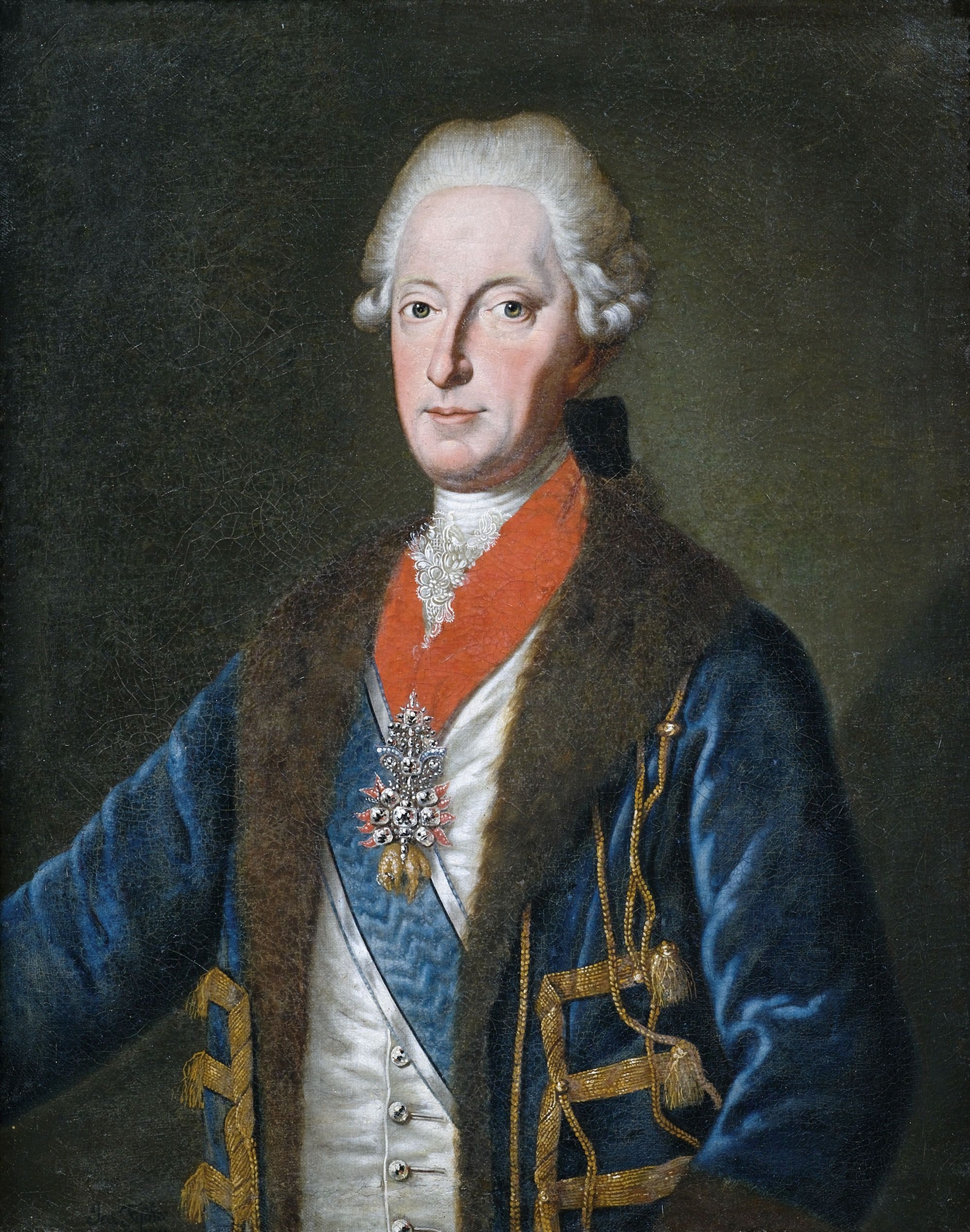
Onbekende heer met het Gulden Vlies en het grootlint van de Huisridderorde van de Heilige Georg.
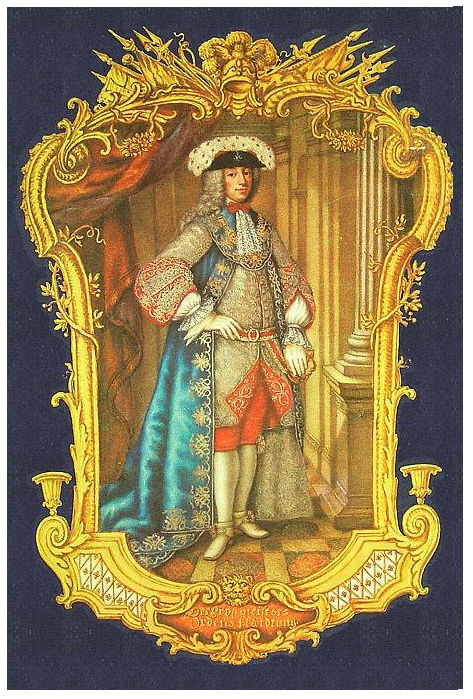
Ridder in ordekleding uit de 18e eeuw.